# 有線電視主播及記者
本列表主要記錄香港有線新聞的現任員工及前員工。

## 成員

### 粵語部員工
| 管理層                                                   |                                          |                               |                                            |                                            |
| 關慧玲 （有線新聞及有線財經總經理）                      | 黃詠欣 （有線新聞及有線財經副總經理）    |                               |                                            |                                            |
| 主播組                                                   |                                          |                               |                                            |                                            |
| 王巧 (總主播)                                            | 陳書君 (首席主播)                        | 陳海雯 (首席主播)             | 袁思行 (高級主播)                          | 李皓然 (主播)                              |
| 梁思行 (主播)                                            | 何思懿 (主播)                            | 溫梓和 (主播)                 |                                            |                                            |
| 港聞組採訪主任                                           |                                          |                               |                                            |                                            |
| 梁嘉潔 （總採訪主任）                                    | 施嘉雯（採訪主任）                       | 林嘉成 （採訪主任）           | 嚴劍豪 （採訪主任）                        | 何宛兒 （助理採訪主任）                    |
| 港聞組記者                                               |                                          |                               |                                            |                                            |
| 黃展曦 （高級記者）                                      | 徐炯晞 （記者）                          | 張倩欣 （兼職記者）           | 莊靜芝 （記者）                            | 黃家俊 （記者）                            |
| 蔡紫婷 （記者）                                          | 彭樂程 （記者）                          | 黃浚軒 （記者）               | 劉苑嫻 （記者）                            | 張進熙 （記者）                            |
| 周晞朗 （記者）                                          | 鄧穎欣 （記者）                          | 黎倩彤 （記者）               | 關曉琪 （記者）                            | 冼穎琦 （記者）                            |
| 薛伊婷 （記者）                                          | 黃健浩 （記者）                          | 高靖 （記者）                 |                                            |                                            |
| 國際新聞組編輯主任                                       |                                          |                               |                                            |                                            |
| 詹可揚 （總編輯主任）                                    | 吳慧詩 （編輯主任）                      | 何珮詩 （助理編輯主任）       | 龐倩茹 （助理編輯主任）                    | 李健生 （助理編輯主任）                    |
| 馬志勇 （編輯主任）                                      | 林靜儀 （編輯主任）                      | 關善茹 （助理編輯主任）       | 游安怡 （助理編輯主任）                    |                                            |
| 國際新聞組記者                                           |                                          |                               |                                            |                                            |
| 李佩珊 （高級記者）                                      | 馬志勇 （高級記者）                      | 林靜儀 （高級記者）           | 陳子君                                     | 羅卓峰                                     |
| 陳子珊                                                   | 陳曉蓉                                   | 林思華                        | 盧曉珊                                     | 劉芍慧                                     |
| 彭天晴                                                   | 葉嘉舜                                   | 李健生                        | 李旻浠                                     |                                            |
| 中國組編輯及記者                                         |                                          |                               |                                            |                                            |
| 鍾潔瑩 （編輯主任）                                      | 何琛然                                   | 劉卓嵐                        | 刑震宇                                     |                                            |
| 財經組編輯主任／採訪主任 （帶有^號代表同時兼任節目主持） |                                          |                               |                                            |                                            |
| 高嘉輝 （編輯）                                          | 姜靜嫻 （助理編輯及採訪主任）            | 劉家發 （助理編輯及採訪主任） | 盧楚翹 （助理編輯及採訪主任 (金融及地產)） | 李珈雯 （助理編輯及採訪主任 (金融及地產)） |
| 財經組記者／主播 （帶有#號代表同時兼任值日節目編輯）     |                                          |                               |                                            |                                            |
| #黃健臻 （高級記者）                                     | #劉映 （樓市組首席記者）                 | #鍾卓恆 （樓市組高級記者）    | 余琬瑜 （樓市組記者）                      | 羅曉嬉 （樓市組記者）                      |
| 黃皓琳 （財經記者）                                      | 黃淳謙 （樓市組記者）                    | 麥嘉恩 （財經記者）           |                                            |                                            |
| 體育組                                                   |                                          |                               |                                            |                                            |
| 林佩雯                                                   | 姜珈彥                                   | 劉芍慧                        | 陳漢威                                     | 高毅盛                                     |
| 2025實習記者                                             |                                          |                               |                                            |                                            |
| 李儷雅                                                   | 葉錦慧                                   | 張曉霖                        | 任靄琳                                     | 簡恩翹                                     |
| 陳婕妤                                                   | 黃樂穎                                   | 黃寶玟                        |                                            |                                            |
| 專題組                                                   |                                          |                               |                                            |                                            |
| 黃凱迪 （專題節目監制） 前Now新聞台及Now財經台總主播     | 林可欣 （兼任港聞組記者） 前無綫新聞記者 | 王誦賢 前無綫新聞記者         | 葉漢亮 前無綫新聞記者                      | 區俊禧                                     |
| 蔡松運                                                   | 盧侃兒                                   | 鄺永灝                        | 張仲華                                     | 麥凱筠                                     |
| 莫書孟                                                   |                                          |                               |                                            |                                            |
| 導播                                                     |                                          |                               |                                            |                                            |
| 黃智民                                                   | 郭志榮                                   | 莊國強                        | 孫維軒                                     |                                            |
| 孫維軒                                                   | 傅承嘉                                   | 吳彥明                        | 朱華強                                     | 謝偉文                                     |
| 布宇文                                                   | 朱健耀                                   | 葉家昌                        | 蔡美婷                                     | 李泳意                                     |
| 莫子鋒                                                   | 郭琦                                     | 蘇浚淇                        | 許振榮                                     | 吳迪邦                                     |

### HOY國際財經台員工
| 英語主播                                                                     |                                           |                                                                          |                                                                |                                             |
| Cheryl Yuen／袁思行 （英語主播，兼任HOY國際財經台英語記者） 前無綫新聞台主播 | Jeremy Zhu／朱 （英語主播，兼任英語記者） | Evelyn Bai／白玥雨辰 （英語主播，兼任英語記者）                          | Vincent Chan／陳書君 （英語主播，兼任HOY資訊台主播和英語記者） | Quentin Yang （英語主播，兼任英語記者）     |
| 英語新聞編輯及記者                                                           |                                           |                                                                          |                                                                |                                             |
| Eddie Luk （編輯）                                                           | Sachin Katvi （編輯）                     | Bess Leung （編輯／記者）                                                | Vincent Chan／陳書君 （記者，兼任HOY資訊台主播和英語主播）     | Sachin Katvi （記者）                       |
| Janice Yiu （記者）                                                          | Anna Chan （記者）                        | Cheryl Yuen／袁思行 （記者，兼任HOY國際財經台英語主播） 前無綫新聞台主播 | Jeremy Zhu／朱 （記者，兼任英語主播）                          | Evelyn Bai／白玥雨辰 （記者，兼任英語主播） |
| Quentin Yang （記者，兼任英語主播）                                          | Edna Tse／謝燕娜 （英語新聞總監）         |                                                                          |                                                                |                                             |
| 導播                                                                         |                                           |                                                                          |                                                                |                                             |
| Andrew Wong                                                                  | Hui Chun Wing                             | Lui Yee Wai                                                              | Penny Suen                                                     | Ankee Chan                                  |

### 外判傳譯員
| 手語傳譯員 |        |        |        |
| 黃惠蘭     | 馬芬燕 | 黎敏聰 | 凌家慧 |

### 前員工
以下內容可能並沒有來源根據，請自行判斷以下內容的可信性及真確性。
| 近況：轉投香港電台                                              |                                   |                                 |                             |                           |                                |                                                       |                             |
| 袁沅玉                                                          | 邱家威                            | 雷懿                            | Chloe Feng／馮雪            | 李健恩                    | Raymond Yeung／楊偉雄          | Janice Lo                                             | Azam Khan                   |
| 近況：轉投now新聞台                                             |                                   |                                 |                             |                           |                                |                                                       |                             |
| 張曼琳                                                          | 阮智聰                            | 王凱晴                          | 羅添盈                      | 何嘉駿                    | 鄔卓然                         | 林凱潼                                                | 李馨萍                      |
| 車軒珩                                                          | Carain Yeung／楊家穎              | 伍韻怡                          |                             |                           |                                |                                                       |                             |
| 近況：轉投東方日報                                              |                                   |                                 |                             |                           |                                |                                                       |                             |
| 鄒文妮                                                          | 林嘉怡                            |                                 |                             |                           |                                |                                                       |                             |
| 近況：轉投ESPN                                                  |                                   |                                 |                             |                           |                                |                                                       |                             |
| 朱巧娟                                                          |                                   |                                 |                             |                           |                                |                                                       |                             |
| 近況：轉投立場新聞                                              |                                   |                                 |                             |                           |                                |                                                       |                             |
| 陳婉婷                                                          | 林彥邦                            |                                 |                             |                           |                                |                                                       |                             |
| 近況：轉投眾新聞                                                |                                   |                                 |                             |                           |                                |                                                       |                             |
| 黃麗萍                                                          | 司徒元                            | 區翠恩                          | 曾海琪                      | 徐文傑                    | 翁維愷                         | 廖廸莎                                                | 王寶熒                      |
| 廖樂欣                                                          |                                   |                                 |                             |                           |                                |                                                       |                             |
| 近況：轉投其他傳媒機構                                          |                                   |                                 |                             |                           |                                |                                                       |                             |
| 吳曉東 （傳真社、亞洲圖片通訊社）                               | 鄭思思（香港電台鏗鏘集編導）      | 吳紀恩 （TVB體育台節目主持）    | 蕭莉 （鳳凰衛視香港台）     | 李岸傑 （耀才財經台）     | 潘惠霞 （深圳電視台）          | 張志承 《今日澳門》                                   | 麥景智《體路》記者          |
| 胡力漢 （美國自由亞洲電台普通話組主任）                         | 冼潤棠 （Raga Finance）           | 黃國禧 （關焯照頻道）           | 方可兒 （28Hse.com）        | 鄧文瀚 （點新聞）         | 劉紫鳳 （鳳凰衛視香港台）      | Sarah Wong／黃婉君 （路透社）                         | 段潔                        |
| 潘耀昇（HK01）                                                  | 譚曉彤（HK01）                    |                                 |                             |                           |                                |                                                       |                             |
| 近況：無綫新聞/無綫電視                                         |                                   |                                 |                             |                           |                                |                                                       |                             |
| 崔錦棠 （無綫電視演員）                                         | 梁思齊（新聞主播）                | 許方輝                          | 陳劍邦                      | 李偉達                    | 封艷明                         |                                                       | 張健栢                      |
| 陳小燕                                                          | 陳國建                            | 胡若靈                          | 馬希文                      | 朱少倫（外電）            | 江志偉                         | 陳焜傑（體育組）                                      | 彭芷敏                      |
| 梁永祥（新聞主播/港聞組記者）                                   | 曾曉婷（專題組）                  | 陶俊民（財經組）                | 何慧琴                      | 劉鎧翹                    | 周雅妍                         | 詹芷雅                                                | 李進禮                      |
| 何佩珊                                                          | 鄧穎賢                            | 房曉彤（體育組）                | 廖淑怡（新聞主播）          | 張偉聰                    | 王穎琪（新聞主播）             | 余安琪                                                | 郭煒莊                      |
| 史禕瑋                                                          | 洪家昇（財經組）                  |                                 |                             |                           |                                |                                                       |                             |
| 近況：移民海外                                                  |                                   |                                 |                             |                           |                                |                                                       |                             |
| 陳保華 （移民）                                                 | 梁可瑩 （現於英國）               | 顏寶剛 （現於英國）             | 李文欣 （現於加拿大）       |                           |                                |                                                       |                             |
| 近況：其他                                                      |                                   |                                 |                             |                           |                                |                                                       |                             |
| 吳子敏 （前中國組記者）（Facebook大中華區新聞媒體合作夥伴經理） | 黃招蓉 （中華電力公共事務副總監） | 李恩恩 （意大利Gucci公關）      | 利文傑（媒體關係顧問）      | 羅淑儀 （香港恒生大學）   | 陳耀忠（港鐵助理公共關係經理） | 黃潔慧 （WKW Strategic Communications Studio 創辦人） | 關家昌 （資深球評員）       |
| 梁美寶 網絡媒體《香港動物報》創辦人                             | 吳志森 （時事評論員）             | 黃家俊 （港鐵 總經理-企業傳訊） | 范穎琛 （東亞銀行）         | 陳自穎 （中電）           | 鍾世文 （美聯集團）            | 黎桂蘭                                                | 陳慧欣 （創業）             |
| 李嘉惠 （匯豐）                                                 | 余茵娜 （自由身）                 | 梁家正 （P&G）                  | 唐海汶 （富途證券）         | 邱蔚怡（大律師公會）      | 劉浩廷（馬會）                 | 游俊華 （基層醫療署）                                 | 郭庭禎（工業總會）          |
| 曾詠珊 (科大)                                                   | 張淑嫻 （賽馬會樂齡同行計劃）     | 陳靖祈 （28Hse.com）            | 歐仲雯 （28Hse.com）        | 陳穎彤 （耀才證券）       | 陳頌妍（天文台）               | 何芷珊（信和集團）                                    | 羅暉翔 （ACOO數碼媒體公司） |
| 謝詠恩                                                          |                                   |                                 |                             |                           |                                |                                                       |                             |
| 近況：未明或待業                                                |                                   |                                 |                             |                           |                                |                                                       |                             |
| 衛鏡伊                                                          | Riley Chan／陳皓晴                | 朱家怡                          | 盧嘉穎                      | 余蔡惠君                  | 唐素姣                         | 于樂琳                                                | 陳嘉佩                      |
| 梁宙然                                                          | Yupina Ng／吳婉瑩                 | 陳萃屏                          | 邱翠虹                      | 杜福良                    | 陳浩暉                         | 莫志樑                                                | 李嘉惠                      |
| 陳遠東（前中國組記者）                                          | 區嘉穎（《拉近文化》 編導）       | 劉景輝（前有線電視副編輯主任）  | 鄭家輝 （傳媒人）           | 黃婧宜                    | 楊量傑                         | 潘詠兒                                                | 錢瑋琪                      |
| 冼程峰                                                          | 王靖媛                            | 敖玉美 （小事大意義監製）       | 朱潔玲                      | Wynna Wong／王欣琳        | 嚴俏婷                         | 郭舒揚                                                | 黃慧茹                      |
| 雷子樂 （採訪主任）                                             | 馬情晴 （高級記者）               | 黃浩賢 （高級記者）             | 陳惠恩 （記者）             | 郭詠昕 （記者）           | 謝馨怡 （記者）                | 杜茗慧 （記者）                                       | Grace Ma／馬紫瑩            |
| 鄧佾文 （記者）                                                 | *鄭凱文 （記者）                  | *蘇曉欣 （記者）                | *林心怡 （記者）            | 王芷欣                    | 王澆樺 （主播及高級記者）      | 鄭俊英 （主播及高級記者）                             | 葉兆安 （主播及樓市組記者） |
| 林穎茵 （總採訪主任）                                           | *曾楚群 （助理總採訪主任）        | *林妙茵 （助理總採訪主任）      | 陳慧兒                      | 譚凱韻 （前有線新聞主播） | 黃瑞華（財經）                 | 王雪梅                                                | Michelle Ng／吳子欣         |
| 蕭梓恒                                                          | 曾美華                            | 丘庭亮                          | 黃珮琳                      | 吳美茸                    | 梁嘉怡                         | 王慶州                                                | 蔡家俊                      |
| 李澤浩                                                          | 徐敏曦                            | 莫曉璇                          | 劉偉澤                      | 郭智晴                    | 鍾曉敏                         | 馮梓健                                                | 陳沅彤                      |
| 梁廸生                                                          | Johanna Chan／陳載恩              | Joanna Ho                       | Kelly Pang                  | 林靜雯                    | Maisy Mok                      | Fifi Tsui                                             | Diane To／杜若渝            |
| Chloe Wong                                                      | Moon Lam                          | Yvonne Chung                    | 梁家正                      | 陳凱筠                    |                                | 孫鑫淼                                                | William Forsythe            |
| 廉欣怡                                                          | 劉裕龍                            | 吳筱蘭                          | 林善諭                      | 劉欣樺                    | 陳至君                         | 高玉婷                                                |                             |
| 近況：*已去世或退休                                             |                                   |                                 |                             |                           |                                |                                                       |                             |
| *楊子江 （Cable早晨監製）                                       | 呂雲生（前助理新聞總監）          | *梁靜雯（主播）                 | 陳潤芝 （前直播新聞台台長） | *歐溥澍 （資深外電記者）  | 李明昌（監製）                 | *郭麗婷（主播）                                       | 李若堯（前外電編輯）        |
| 馮德雄（前執行董事，2020年8月被改任顧問）                       | 陳立志                            |                                 |                             |                           |                                |                                                       |                             |